# Labi Siffre
Labi Siffre (Londra, 25 giugno 1945) è un cantautore e poeta britannico.

## Biografia
Nato in un distretto di Londra, quarto di cinque figli, è di origini barbadiane da parte della madre e nigeriane da parte del padre. Durante l'infanzia ha frequentato quasi sempre scuole cattoliche, ma nonostante questo Labi Siffre si è sempre dichiarato ateo.
Dopo aver compiuto vari lavori per mantenersi da adolescente, nel 1958 si è trasferito a Cannes, in Francia, dove si è mantenuto suonando in diversi piano-bar e gruppi soul, avvicinandosi molto al genere, per poi tornare nel Regno Unito, da lui definito "patria della buona musica… bianca" alla fine degli anni '60.

## Carriera
Negli anni '70 ha intrapreso la carriera musicale pubblicando ben sei album fino al 1975. Altri quattro dischi sono usciti tra il 1988 e il 1998.
Tra i suoi brani più famosi vi sono It Must Be Love (poi rifatta dai Madness), Crying Laughing Loving Lying e Something Inside So Strong del 1988 (prodotta da Kenny Rogers), canzone contro l'apartheid in Sudafrica ispirata ad un documentario sulla violenza dei poliziotti bianchi sui neri e su come i primi sparassero persino ai bambini neri.
Something Inside So Strong arrivò prima in classifica nel Regno Unito, e molti anni dopo è diventata popolare anche in Italia, dopo essere stata utilizzata, negli anni '90, come colonna sonora di uno spot pubblicitario di un modello di auto francese. Per questa canzone Siffre ha anche vinto l'Ivor Novello Award per la migliore canzone dal punto di vista musicale e dei testi dalla British Academy of Songwriters, ed è stata anche utilizzata negli spot delle campagne umanitarie di Amnesty International.
Successivamente, all'inizio degli anni 2000, Siffre ha abbandonato la scena musicale.
Inoltre, negli anni '90, ancora in contemporanea con la carriera musicale, Labi Siffre ha anche scritto diverse poesie, un romanzo e un saggio, dichiarando di "amare la letteratura esattamente quanto la musica".
Nel febbraio 2022, la BBC ha trasmesso un documentario in suo onore, intitolato Labi Siffre: This Is My Song, che esplora la variegata vita e la lunga carriera di 50 anni di Siffre.

## Vita privata
Dichiaratamente omosessuale da sempre, Labi Siffre ha conosciuto il suo compagno Peter Lloyd nel luglio del 1964, e ha vissuto con lui per ben 48 anni: i due si sono uniti civilmente nel 2005, non appena è stato reso legale nel Regno Unito. Dopo la morte del suo amato Lloyd nel 2013, Labi non ha deliberatamente più avuto relazioni sentimentali.
Labi Siffre ora vive in Spagna.

## Curiosità
- La famosa canzone di Kanye West I Wonder contiene un campionamento di un brano di Siffre: My Song;[6]
- La celebre My Name Is di Eminem contiene un campionamento di un altro brano di Siffre: I Got the....[7]
- Il brano Crying, Laughing, Loving, Lying, contenuto nell'omonimo album del 1972 di Labi Siffre, fa parte della colonna sonora del film di Alexander Payne The Holdovers - Lezioni di vita (2023), candidato all'Oscar al miglior film 2024.

## Discografia
- Labi Siffre (1970)
- The Singer and the Song (1971)
- Crying Laughing Loving Lying (1972)
- For the Children (1973)
- Remember My Song (1975)
- Happy (1975)
- So Strong (1988)
- Man of Reason (1991)
- The Last Songs (1998)
- Monument (Spoken Word) (1998)
- The Last Songs (raccolta) (2006)

## Opere
Poesia
- Nigger (Xavier Books 1993)
- Blood on the Page (Xavier Books 1995)
- Monument (Xavier Books 1997)

Romanzi
- DeathWrite (Xavier Books 1997)

Saggi
- Choosing the Stick They Beat You With (Penguin 2000)